# Rørek Dagsson
Rørek Dagsson (962 - 1021) foi um caudilho víquingue, rei de Hedmark, Noruega entre 998 e 1021. Rørek governava na diarquia com o seu hirmão Ring Dagsson de Ringerike. Ambos eram filhos do caudilho Dag Ringsson e um dos cinco reis que se opuseram ao reinado de Olavo II da Noruega.
Após fracassar na tentativa de organizar um exército contra o rei Olaf pela traição de Ketil Kalv, o rei Olaf, advertido do plano, dirigiu-se com 400 homens para Ringsaker antes do amanhecer e rodeou a casa onde os reis dormiam. Todos foram presos; ao rei Rørek arrancaram-lhe os olhos e ao rei Gudrod cortaram-lhe a língua, os outros dois foram desterrados da Noruega e Olavo tomou posse dos seus reinos.